# Mura di Porrona

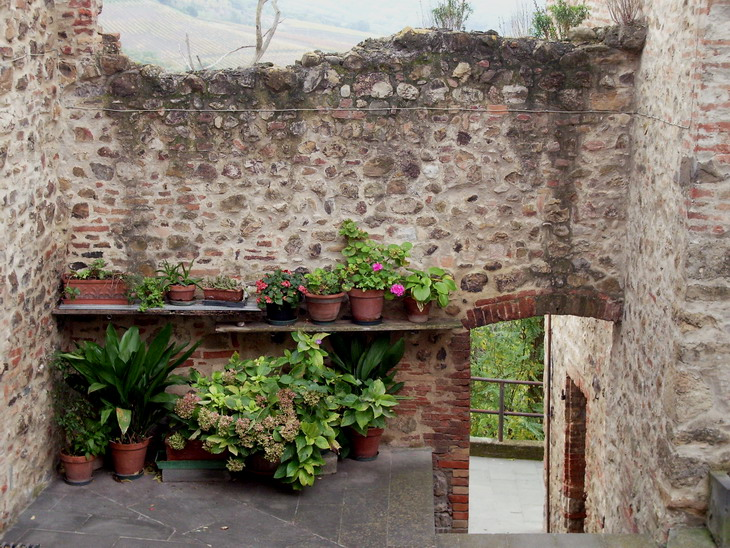
Lato orientale delle mura

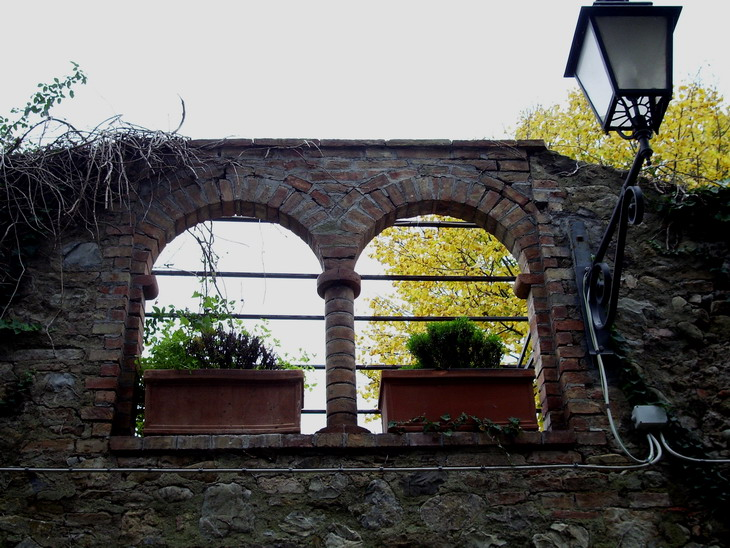
Bifora lungo il lato occidentale delle mura

Le mura di Porrona costituiscono il sistema difensivo dell'omonimo borgo castellano situato nel territorio comunale di Cinigiano.

## Storia
La cinta muraria fu costruita dai Senesi quasi certamente tra il XII e il XIII secolo a difesa dell'insediamento castellano da essi controllato, che proprio in quel periodo andava sviluppandosi presso la pieve dedicata a san Donato.
All'angolo occidentale del perimetro della cerchia venne costruito il castello di Porrona, abitato da famiglie nobili senesi.
Nel complesso, il sistema murario difensivo si è mantenuto pressoché intatto nel corso dei secoli, seppur venendosi a trovare in larghissima parte addossato alle pareti esterne delle abitazioni del borgo.

## Descrizione
Le mura di  Porrona si sviluppano articolandosi lungo un perimetro romboidale, delimitando interamente il piccolo borgo castellano.
Completamente rivestita in pietra, la cerchia muraria corrisponde in larga parte alle pareti esterni degli edifici abitativi che costituiscono il centro, a cui si può accedere attraverso l'unica porta che si apre lungo il lato nord-orientale, denominata porta Senese.
La porta, risalente al periodo duecentesco si apre ad arco tondo lungo un brevissimo tratto di cortina muraria che si presenta vista.